# Archikatedra Chrystusa Króla w Liverpoolu
Archikatedra Chrystusa Króla w Liverpoolu (ang. Liverpool Metropolitan Cathedral of Christ the King, Liverpool) – główna świątynia archidiecezji Liverpoolu kościoła rzymskokatolickiego pod wezwaniem Chrystusa Króla. Jest to postmodernistyczna budowla wybudowana w latach 1962–1967, zaprojektowana przez architektów Fredericka Gibberda i Edwina Luytensa (wcześniejsza krypta wzniesiona w latach 1933–1940). Godność katedry posiada od 1967. Świątynia została konsekrowana 14 maja 1967 roku, w dzień Zesłania Ducha Świętego.